# Ед Весткотт
Джеймс Едвард Весткотт (20 січня 1922 — 29 березня 2019 року) — американський фотограф, відомий своєю роботою з урядом Сполучених Штатів в Оук-Риджі, штат Теннессі, під час «Мангетенського проєкту» та Холодної Війни.
Будучи одним з небагатьох людей, якому дозволили користуватися камерою на території Оук-Ридж під час «Мангетенського проєкту», він створив головний візуальний запис про будівництво та експлуатацію виробничих потужностей в місті та про цивільне життя в закритому співтоваристві.

## Раннє життя та кар'єра

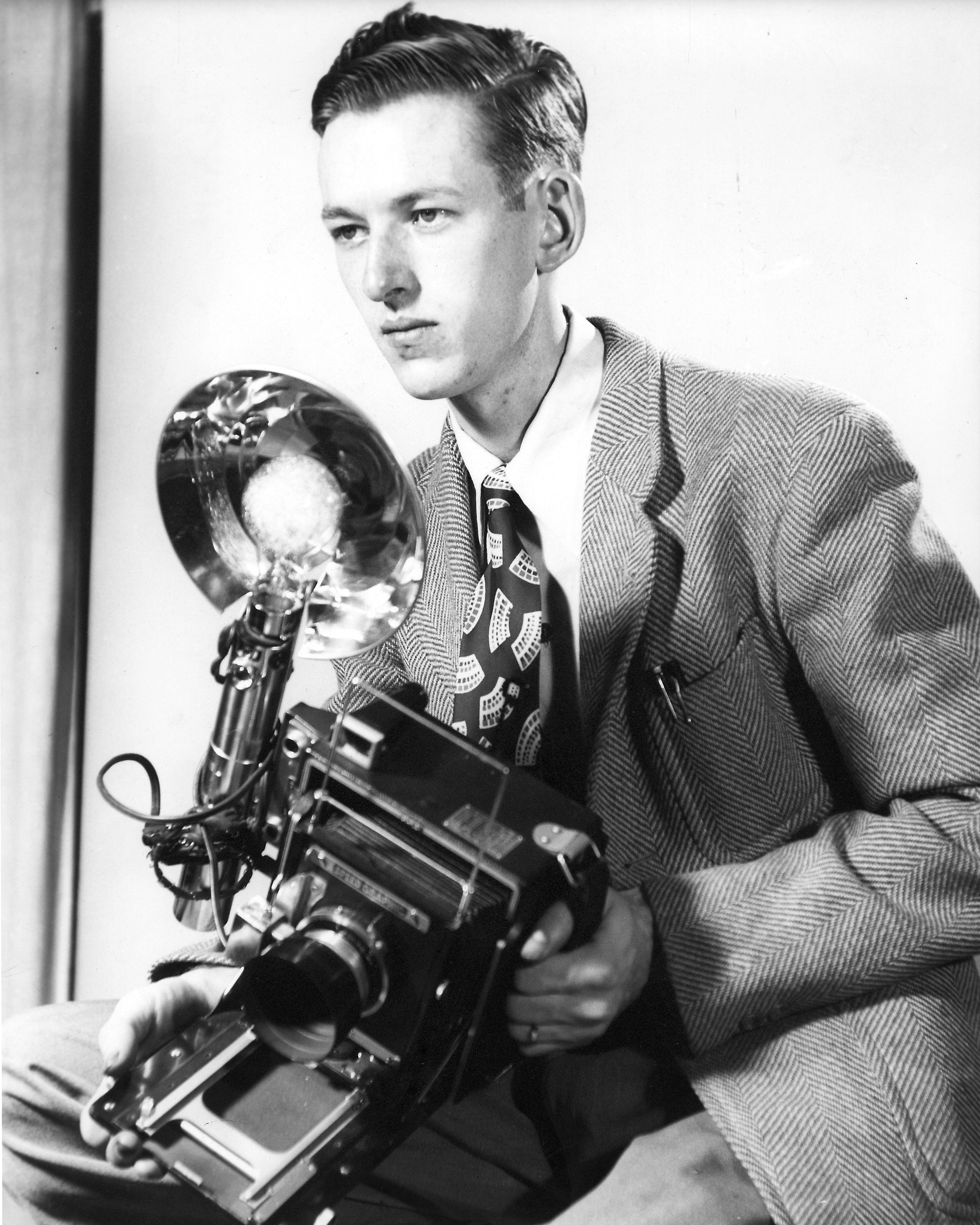
Уесткотт як молода людина

Ед Весткотт народився 20 січня 1922 року в Чаттанузі, штат Теннессі, батьки — Джеймі і Люсіл Весткотт переїхали до Нэшвіла, коли Ед був ще дитиною. Коли хлопець почав проявляти інтрес до фотографування, його батько економив протягом цілого року, щоб придбати сину камеру Foth Derby, яка коштувала 25 доларів. Цей подарунок в часи Депресії Велика депресія Велика депресія став для хлопця початком його майбутньої кар'єри. У підлітковому віці він почав займатися розробкою фільму для друзів і сусідів, а також працював у декількох портретних студіях Нешвіля. У 1941 році він приєднався до інженерного корпусу армії США, як фотограф у корпусі «Нашвілл». Його посилали у різні регіони створювати фотографічну документацію гребель, Дамба, місце в Теннессі, яке пізніше стало табором військовополонених, а також аеропорт та інші об'єкти у Форт-Кемпбеллі на кордоні штату Кентуккі.

## Фотограф під час «Мангетенського проєкту» та подальше життя
У грудні 1942 року армійський корпус відправив 20-річного Весткотта на Clinton Engineer Works в секретній частині Оук-Риджу.
By November 1942, work was nearing completion on army camps, air bases, dams and enemy internment camps in seven southern states where I photographed many areas for site selection and construction progress reports for the US Corps of Engineers. I was one of the last of the 10 cameramen to leave the Nashville District office of the Corps of Engineers and the only one to accept a transfer with the engineers. Having a choice of a project in Alaska or a new job starting near Knoxville that would take a predicted five years to complete, I selected Knoxville.
 Весткотт був 29-м співробітником, якого найняли на роботу під час «Мангеттенського проєкту» в Оук-Риджі, де він працював офіційним урядовим фотографом з 1942 по 1966 рік. Протягом майже усієї Другої світової війни Ед співпрацював з компанією «Roane-Anderson» підписавши договір з армійським корпусом. Крім фотографування будівель та механічних приладів виробничих потужностей X-10, K-25, Y-12 і S-50, він фотографував життя мирних жителів в місті для щотижневої газети, яка підтримується армією, «Oak Journal». Всі фотографії під час війни Весткотта були зроблені або з використанням графіки Speed, або камери 8 × 10 Deardorff. Деякі його фотографії з'являлися в засобах масової інформації під оголошенням першої атомної бомби та секретного проєкту, які він створив. За кілька тижнів до бомбардування Хіросіми і Нагасакі в серпні 1945 року 18 його фотографій були таємно оприлюднені. Фотографії швидко розсекретили та розповсюдили як частину матеріалів для журналістів. Він також відредагував фільм, створений його командою з оцінювання збитків в лабораторії. Знадобилося три дні, щоб роздрукувати їх; охоронці захищали камеру протягом цього часу
У червні 1945 року Уесткотт знову став співробітником армії, а в післявоєнні роки перейшов на роботу в Комісію з атомної енергії США (AEC) після її утворення в 1946 році. У 1966 році він був призначений в штаб-квартиру АЕЦ поблизу Вашингтона, округ Колумбія, та в інших агенціях (Управління енергетичних досліджень і розвитку і Департамент енергетики) до виходу на пенсію в 1977 році. Він фотографував атомні електростанції по всій території США.

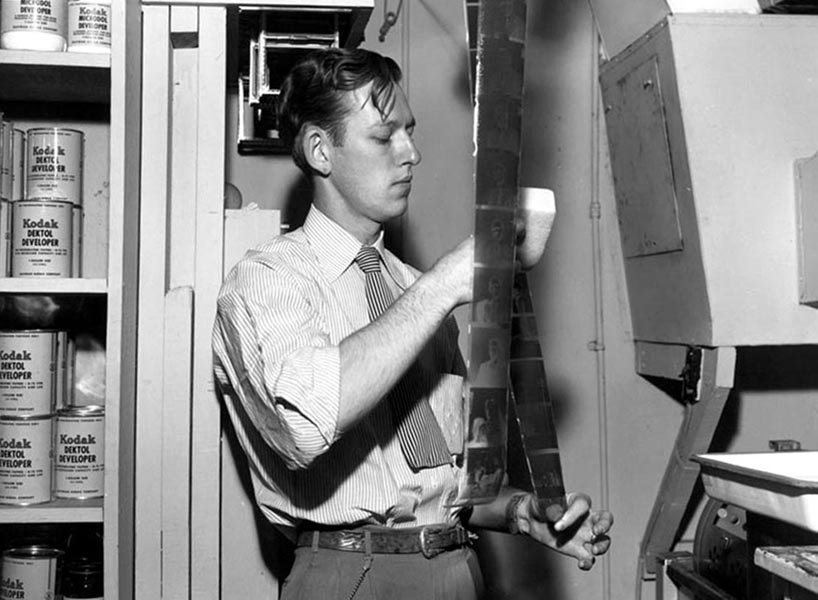
Уесткотт працював у темній кімнаті інженерних робіт Клінтона в 1945 році

Протягом 35-річної професійної кар'єри Уесткотта в його обов'язки входило створення фотографічної документації відомих людей, включаючи вчених «Мангеттенського проєкту» Дж. Роберта Оппенгеймера, Артура Комптона, Гленна Сіборга, Ванневара Буша, Ернеста О. Лоуренса та Джеймса Брайанта Конанта, генералів армії США Леслі Гроувса, Максвелл Тейлора і Кеннет Ніколса, адмірала Гаймана Рікковера, військового секретаря Роберта П. Паттерсона, американських сенаторівЕстеса Кефаувера і Кеннета Маккеллара з штату Теннессі і Роберта Тафта з штату Огайо, директора Теннессі Веллі Ауторіт та голову АЕЦ Давида Лілієнталя та кількох президентів США.[3]
Фотопртрет наукового директора «Мангеттенського проєкту» Оппенгаймера, зроблений в лютому 1946 року, є широко відомий за майстерне відображення справжніх рис директора. Коли фотограф зустрівся з Оппенгеймером, він дізнався, що фізик хоче сигарети, але не має достатньо грошей Монета. Оппенгеймер зміг купити одну сигарету, взявши гроші в Еда, та одразу закурив. Тоді Весткотт зловив кадр — фізик, що сидів поруч з каміном в гостьовому домі Оук-Ридж, утримуючи в руці щойно запалену сигарету.
Незважаючи на таку неформальну ситуацію, професор Університету Теннессі Болдуін Лі зазначає, що фотографія не була раптова, а навпаки спланована. За словами Лі, Весткотт доручив Оппенгеймеру сісти ніби «злегка прискіпливо» і нахилитися вперед, а тоді сфотографував з такого ракурсу, що «змушує глядача фізично дивитися на людину», таким чином підкреслюючи важливість зображення. Критик Лі також каже, що погляд Оппенгеймера, здається, не спрямований ніде в кімнаті, а навпаки, наведений на «щось дуже далеке і те, що тільки він може бачити».

## Виставки та публікації
Майже усі плоди роботи Еда Весткотта були ідентифіковані одразу, і частина залишалася класифікованою протягом багатьох років, а доступ до його робіт зараз практично необмежений. У Національному архіві у Вашингтоні, округ Колумбія, зберігаються близько 5000 негативів. Його фотографії часто виставлялися без підпису його як фотографа на виставках про «Мангеттенський проєкт» Перша музейна виставка, присвячена роботі Весткотта, відбулася в Дитячому музеї Оук-Ридж у 1981 році під назвою «Оук-Ридж 1943—1947: 20 фотографій Едварда Весткотта». У 2005 році в Мистецькій галереї ім. Юінга в Університеті Теннессі в Ноксвілле відбулася виставка його фотографій під назвою «Через об'єктив Ед Весткотта: фотографічна історія таємного міста Другої світової війни». У Американському музеї науки і енергетики та в Дитячому музеї Оук-Риджа є експонати, присвячені Весткоту та його роботам а також там виставляють його фотографії як частину експонатів про історію міста. Ряд робіт з виставки в галереї Юінга тепер є музейним експонатом.
Фотографію супермаркету Оук-Риджі, створену Весткоттом у 1945 році, «Tulip Town Market, Grove Centre», було представлено Національним архівом у рамках виставки 2005—2006 рр. «Шлях, яким ми працювали». Колекції фотографій «Оук-Ридж» Весткотта були опубліковані в каталозі експозиції галереї Юінга (University of Tennessee, 2005; ISBN 0-9761663-1-3) і в книзі «Oak Ridge» Еда Весткотта (Arcadia Publishing, 2005; ISBN 0-7385-4170-2, ISBN 978-0-7385-4170-9). Фотографії Весткота про зміну охорони Y-12 під час «Мангеттенського проєкту»20 футів (6,1 м) 50 футів (15 м) відображаються на стіні кафетерію Національного комплексу ядерної безпеки Y-12.

## Особисте життя
Усе своє життя Весткотт провів в Оук-Риджі. Він був одружений з Естер Сейгентал Весткотт протягом 56 років. У них було п'ять дітей. Його онук Філ працює фотографом на Алясці в Службі Національних парків, де проводить зйомки наслідків глобального потепління. У 2005 році Весткотт переніс інсульт, який завадив його мовленню. Торговий центр в Оук-Риджі «Kroger Marketplace», що відкрився в 2014 році, назвав «Westcott Center» на його честь. Весткотт помер 29 березня 2019 року в Оук-Риджі, у віці 97 років.

## Галерея

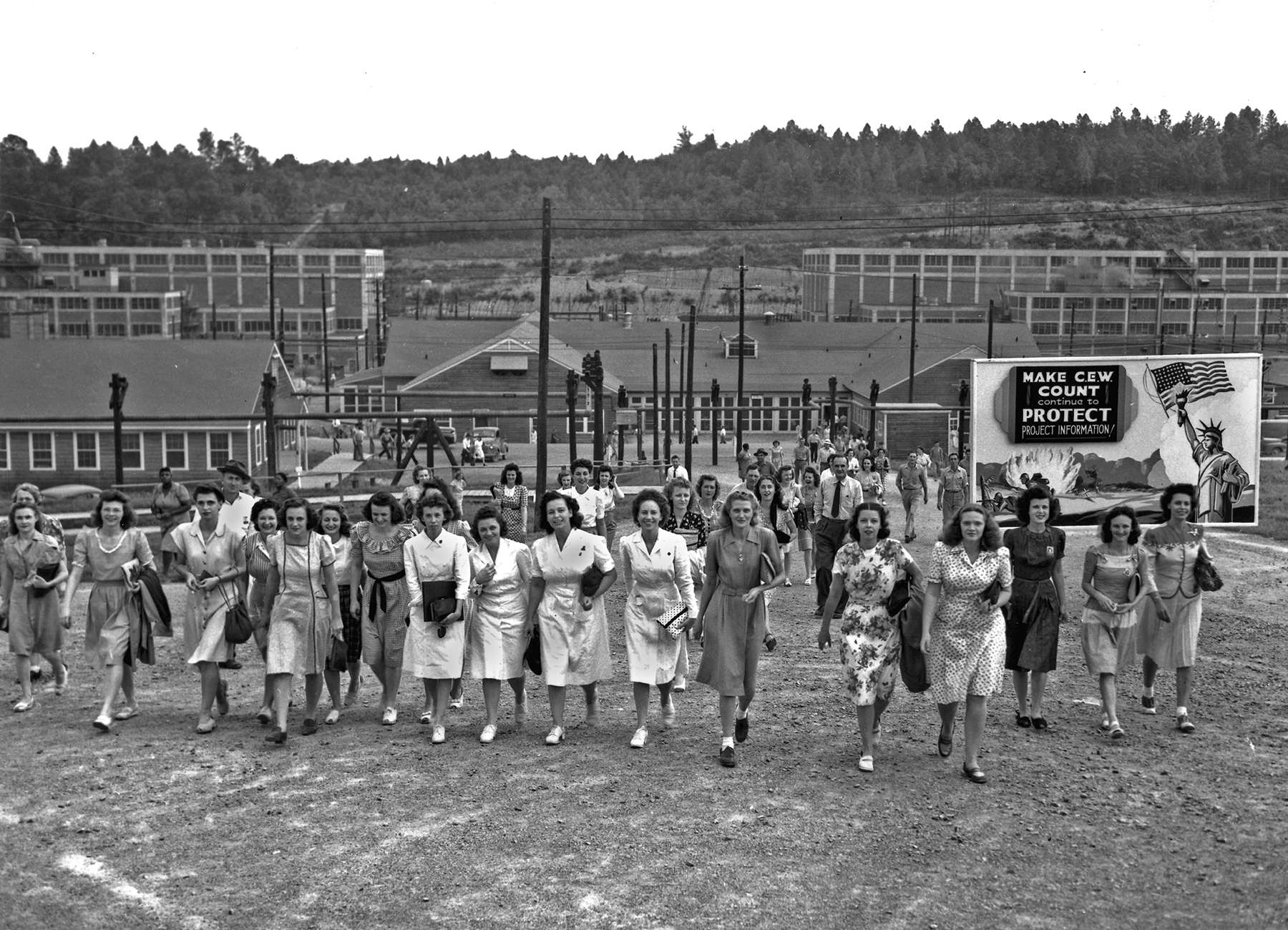
Перезмінка на Y-12 під  час Мангетенського проєкту
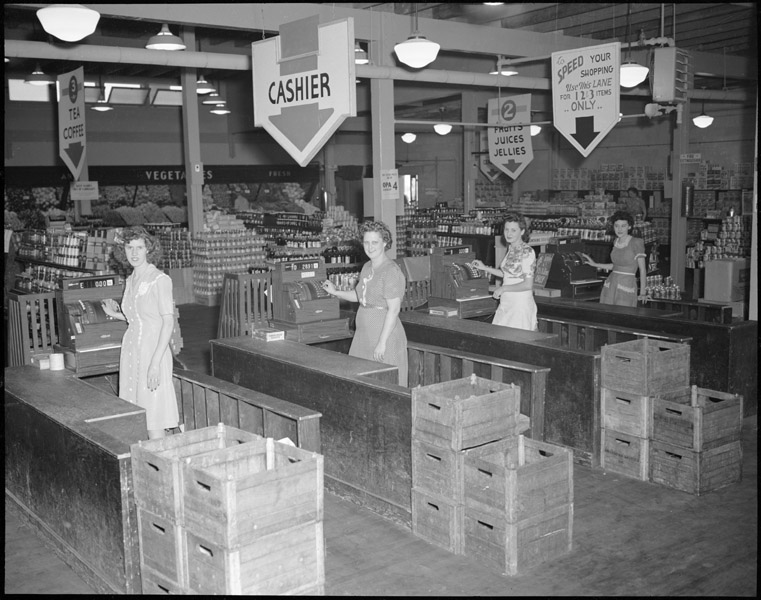
Oak Ridge supermarket. Exhibited by National Archives with the title "Tulip Town Market, Grove Center"
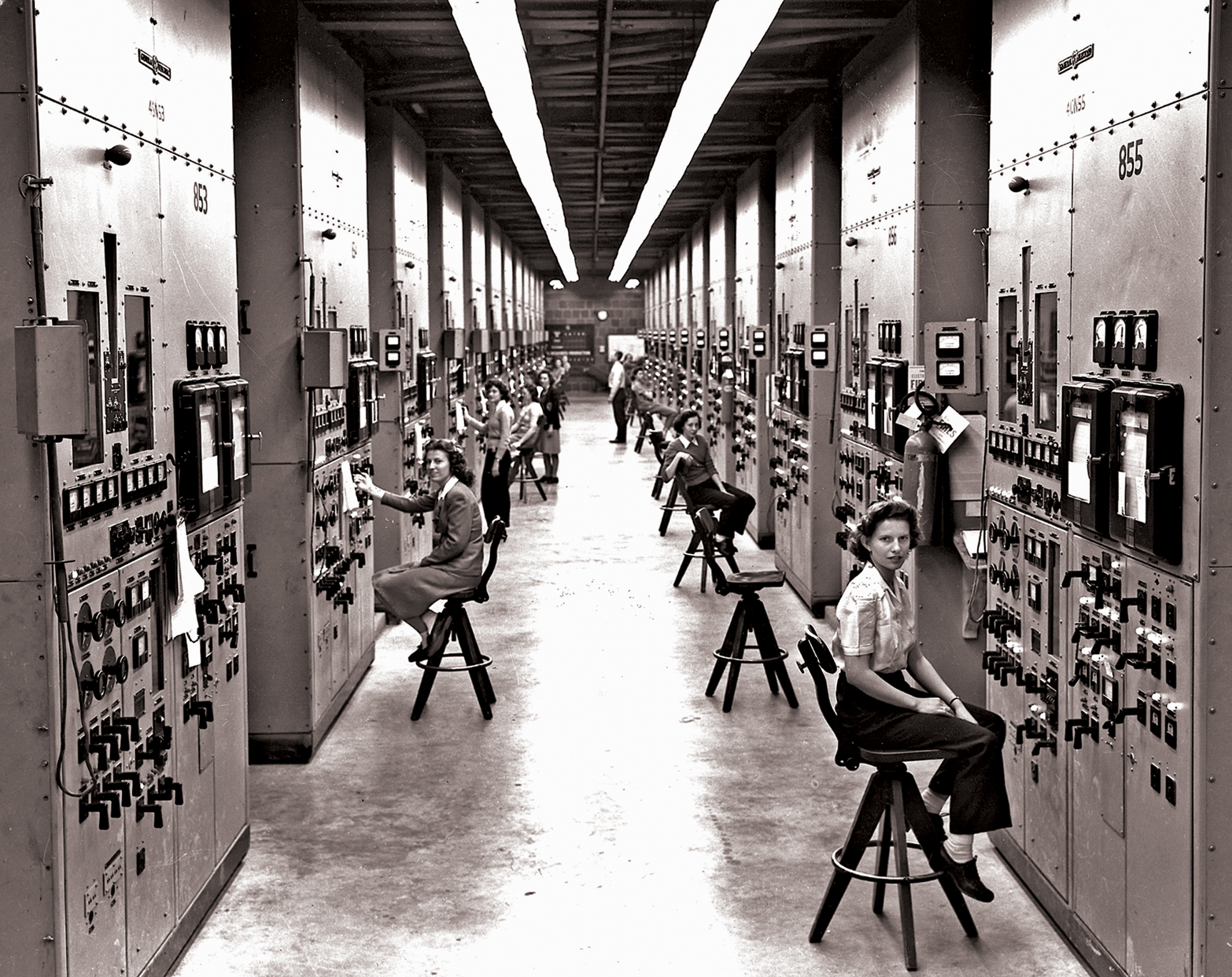
Оператори калютрона на заводі Y-12 у Оук-Ріджі. Це фото мотивувало Деніз Кайрнан[en] написати Girls of Atomic City.
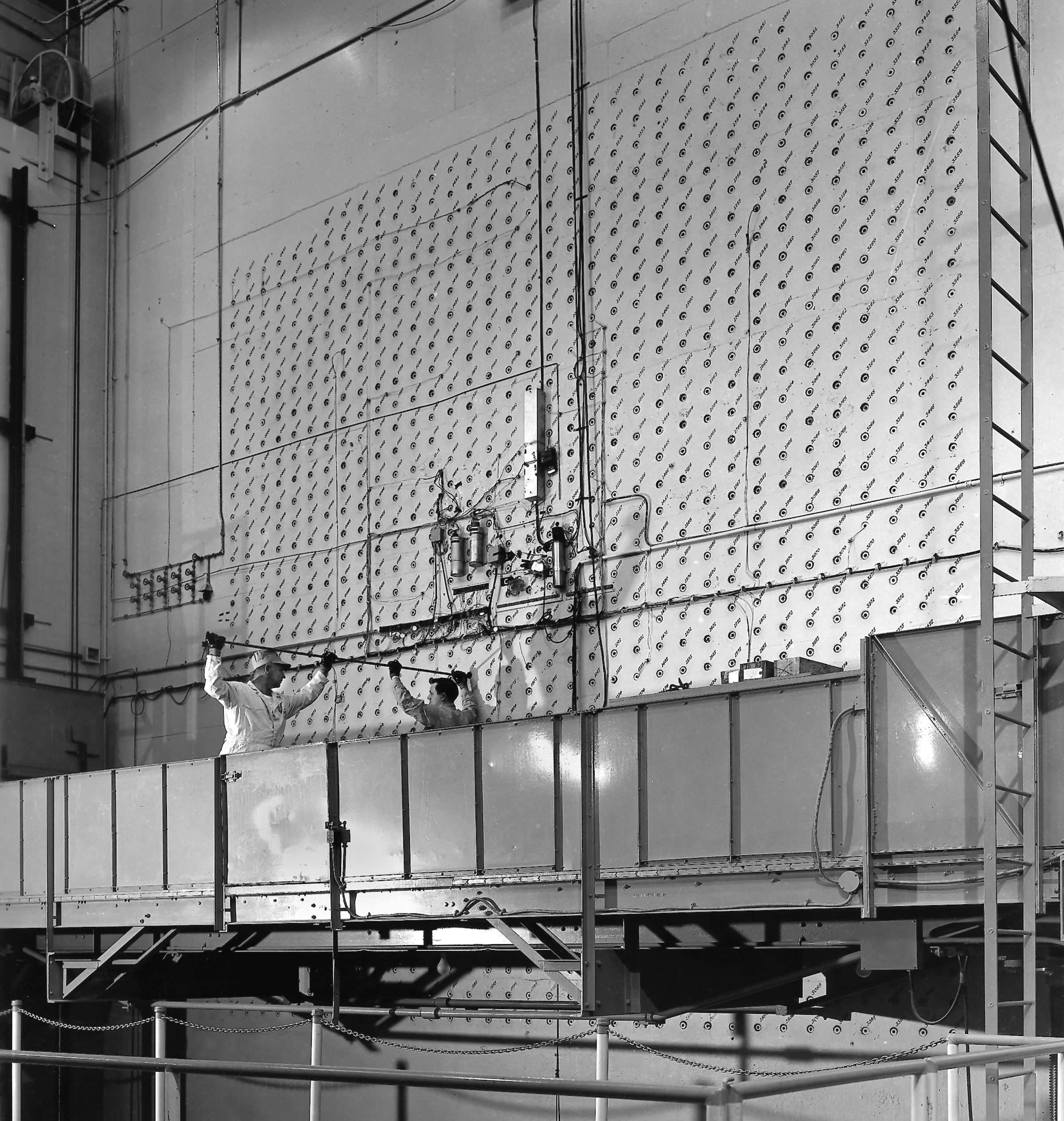
Workers load uranium slugs into the X-10 Graphite Reactor's concrete face.